# Michael E. Mann

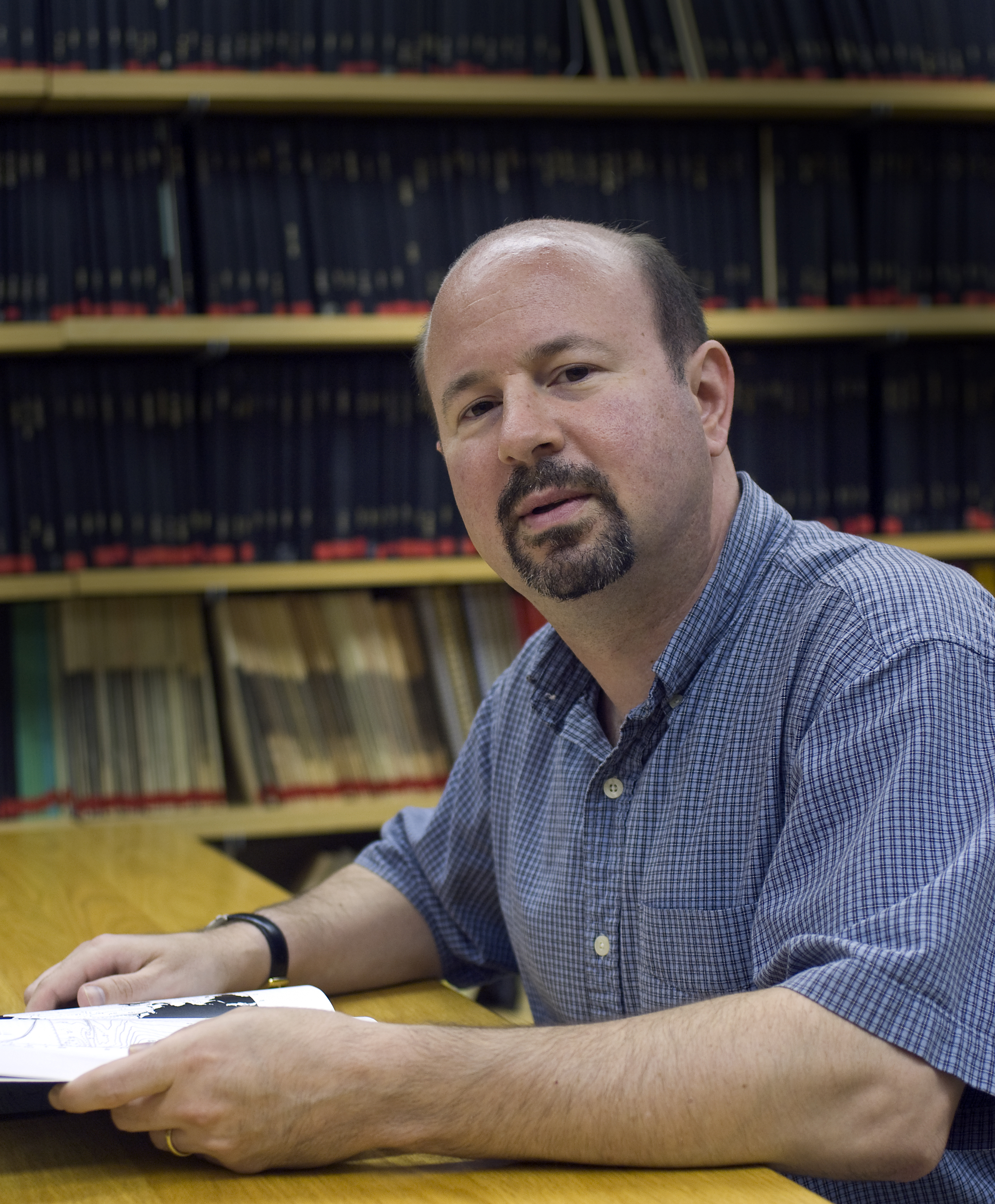
Michael E. Mann

Michael E. Mann (Amherst, Massachusetts, 28 december 1965) is een Amerikaanse paleoklimatoloog en auteur van meer dan tachtig vakartikelen. Mann is ook een van de stichtende leden van de website RealClimate.

## Carrière
Mann haalde een doctoraat in geologie en geofysica aan de Yale-universiteit en was van 1999 tot 2005 docent aan de Universiteit van Virginia. Daarna verhuisde hij naar de Pennsylvania State University waar hij in 2009 de promotie tot professor kreeg.

## Hockeystick
Mann is de hoofdauteur van de zogenaamde hockeystick-grafiek, een indirecte reconstructie van de temperatuur op het Noordelijk halfrond sinds het jaar 1000 aan de hand van zogenaamde "proxies", zoals groeiringen van bomen. Latere reconstructies maken gebruik van onder andere koralen.
De hockeystick zou aantonen dat de temperaturen na een redelijk vlak verloop, zonder een uitgesproken Middeleeuws klimaatoptimum, na het jaar 1900 plots sterk omhoog gingen. En dat het afgelopen decennium warmer is dan het het in het voorbije millennium is geweest.
Nadat de hockeystick-grafiek was verschenen in een rapport van het Intergovernmental Panel on Climate Change (in 2001) werd de grafiek in 2003 bekritiseerd door de Canadese statisticus Stephen McIntyre en econoom Ross McKitrick, die vraagtekens zetten bij de juistheid van de grafiek. De discussie ging over het al dan niet juist gebruiken van de hoofdcomponentenanalyse.
Op vraag van het Amerikaans Congres deed de United States National Research Council onderzoek naar de grafiek en kwam tot de conclusie dat er inderdaad een aantal statistische problemen waren met de grafiek, maar dat die de hoofdconclusie niet aantastten. Daarenboven stelde het rapport dat de conclusies in overeenstemming waren met onderzoeken van andere wetenschappers.

## Rechtszaken

### Climategate
In 2009 werden een aantal e-mails van de Climate Research Unit aan de Universiteit van East Anglia openbaar gemaakt, de zogenaamde climategate affaire. De mails bevatten de correspondentie tussen een aantal klimaatwetenschappers, waaronder Mann.
Enkele klimaatsceptici, die ervan overtuigd zijn dat de opwarming een complot is, meenden daar nu bewijs voor te zien: wetenschappers zouden gegevens hebben verborgen of misbruikt om hun theorieën over een warmere aarde naar voren te brengen.
Pennsylvania State University, waar Mann onder meer verbonden is als professor meteorologie, besloot hierop Manns werk tegen het licht te houden. Mann werd vrijgesproken van wetenschappelijke fraude, maar wel op de vingers getikt omdat hij ongepubliceerd materiaal met derden deelde.
Het climategate-lek zorgde ervoor dat Ken Cuccinelli, de Vice Attorney (vergelijkbaar met onze Procureur des Konings) van Virginia via de rechtbank probeerde Michael Manns werk te onderzoeken. Dit werd door de wetenschappelijke wereld als een onaanvaardbare politiek gemotiveerde daad gezien. De vraag van Cuccinelli werd in eerste instantie door de rechtbank afgewezen. Cuccinelli ging hiertegen in beroep.

### Smaad
Op 8 februari 2024 kende de jury van de DC Superior Court aan Mann een schadevergoeding van 1 miljoen dollar toe, wegens smaad vanwege twee conservatieve bloggers, die Michael Mann in 2012 hadden vergeleken met Jerry Sandusky, in dat jaar veroordeeld wegens kindermisbruik. De betrokken bloggers kondigden aan in beroep te zullen gaan.
De rechtbank van het District of Columbia verlaagde deze schadevergoeding in maart 2025 naar 5.000 dollar . Daarmee verwierp het gerechtshof Manns 'gehele redenatie' voor het behouden van de schadevergoeding van 1 miljoen dollar .
Rechter Alfred Irving schreef dat Mann "geen overtuigend bewijs heeft geleverd dat erop wijst dat hij schade aan zijn bedrijf heeft geleden als gevolg van" het artikel uit 2012 van de Canadese schrijver en verdachte Mark Steyn over hem in National Review , een blogpost waarin de blogpost van medeverdachte Rand Simberg voor het Competitive Enterprise Institute werd geciteerd.
Eerder dwong rechter Irving de klimaatwetenschapper al om National Review een half miljoen dollar aan juridische kosten te betalen voor een rechtszaak die acht jaar duurde en die in 2021 eindigde met een samenvattend vonnis in het voordeel van National Review.

## Prijzen
Mann kreeg in 1997 aan de Yale-universiteit de Phillip M. Orville Prijs voor een dissertatie in de aardwetenschappen.
In 2002 kreeg hij al co-auteur van een artikel in Nature een prijs van het Institute for Scientific Information (ISI) en een ander artikel waar hij co-auteur bij was kreeg datzelfde jaar de "outstanding scientific publication" prijs van de National Oceanic and Atmospheric Administration.
De Association of American Geographers gaf hem in 2005 de John Russell Mather Paper of the Year prijs.